# Jitiizer
Jitiizer is een Friese rock-/punkband uit Sint Nicolaasga. De groep noemt de stijl 'Fryske tongercore' (tonger betekent donder). De naam van de band is een zelfbedacht Fries woord, dat ongeveer gietijzer betekent.

## Geschiedenis
Jitiizer werd op 18 augustus 1991 opgericht. De bandleden kozen vanaf het begin ervoor om hun songteksten in het Fries te maken. Binnen een jaar stond de groep in de finale van de Kleine Prijs van Sneek, waar ze derde werd. In 1993 nam de band zijn eerste demo op, Hjir Is Der Ol, in 1996 gevolgd door een in eigen beheer geproduceerde eerste cd, Frysk Tonger Core. In 1998 werd de toenmalige zanger Vlugt na een verschil van inzicht over de muzikale koers opgevolgd door Reade Rikus.
Sinds 1993 speelde Jitiizer op een groot aantal festivals in Nederland en bouwde reputatie op als live-band. Jitiizer deed ooit dertien optredens op één dag. De band stond in het voorprogramma van onder andere de Band Zonder Banaan, de Heideroosjes, Jovink en de Voederbietels en de Toy Dolls. In 2007 was de band voor een korte tournee in New York. In 2009 deed de groep een serie optredens in Duitsland, Engeland en Bonaire.
Op 22 januari 2011 werd een tussentijds afscheidsoptreden gegeven dat plaatsvond in Sint Nicolaasga. Op 5 mei 2017 was de band nog met een kort optreden te zien tijdens het Befrijdingsfestival in Leeuwarden.

## Bezetting

### Laatste bezetting
- Reade Rikus (Hendrik Boonstra), zang - vanaf 1998
- Josse (Jan Gosse Brinksma), gitaar - vanaf 1991
- Barry Gibb (Anne de Jong), gitaar - vanaf 2021
- Tommy (Ronald Jellesma), bas - vanaf 1992
- Bongel (Martin Roffel), drums - vanaf 1991

### Eerdere bandleden
- De Gledde (Jan Kuipers), zang - van 18 augustus 1991 tot september 1992
- Wally (Klaas Walstra), zang - van 8 januari 1992 tot september 1992
- Vlugt (Martin van der Vlugt), zang - van september 1992 tot begin 1998
- Hompy (Michel Homminga), gitaar/bas (invaller)
- Wilson (Wilco Kuipers), gitaar 1991 - 2019
- Skeepy, gitaar, 2019-2021

## Discografie
- 1993: Hjir Is Der Ol
- 1996: Frysk Tonger Core
- 1999: Skopt Kont
- 2001: Kup D
- 2003: Hjir Is Der Ol (remaster)
- 2004: Gek (single)
- 2006: Alles út 'e Kast
- 2008: De Nije Friezen
- 2010: Út 'e skroeven
- 2016: 5 & Tweintich